# ERMA KGP 68
Die ERMA KGP 68 (Erfurter Maschinenfabrik Kniegelenk Pistole 1968) ist eine Selbstladepistole im Kaliber 7,65 × 17mm des deutschen Herstellers Erma. Optisch ähnelt die KGP 68 der Luger P08, aber sie funktioniert anders und ist nur etwa 2/3 so groß wie die P08. Des Weiteren ist der Lauf der KGP im Gegensatz zur P08 fest mit dem Rest der Pistole verbunden. Möglich wird das dadurch, dass die KGP 68 nach dem Prinzip des unverriegelten Masseverschlusses arbeitet und nicht wie die P08 als Rückstoßlader.

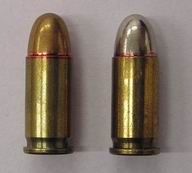
Patronen des Kalibers 7,65 × 17mm (häufiger .32 ACP genannt)
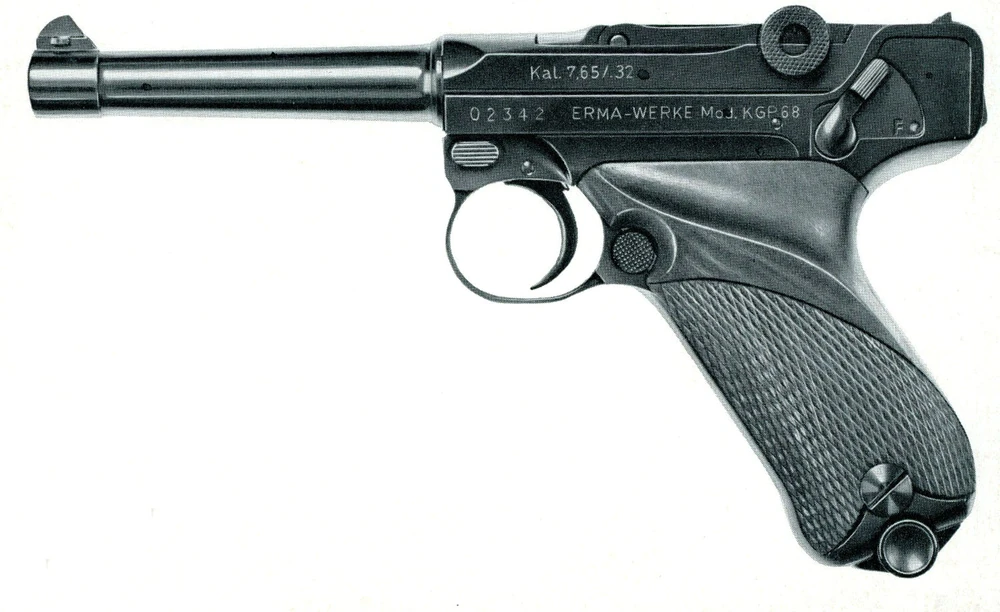
Die Erma KGP 68
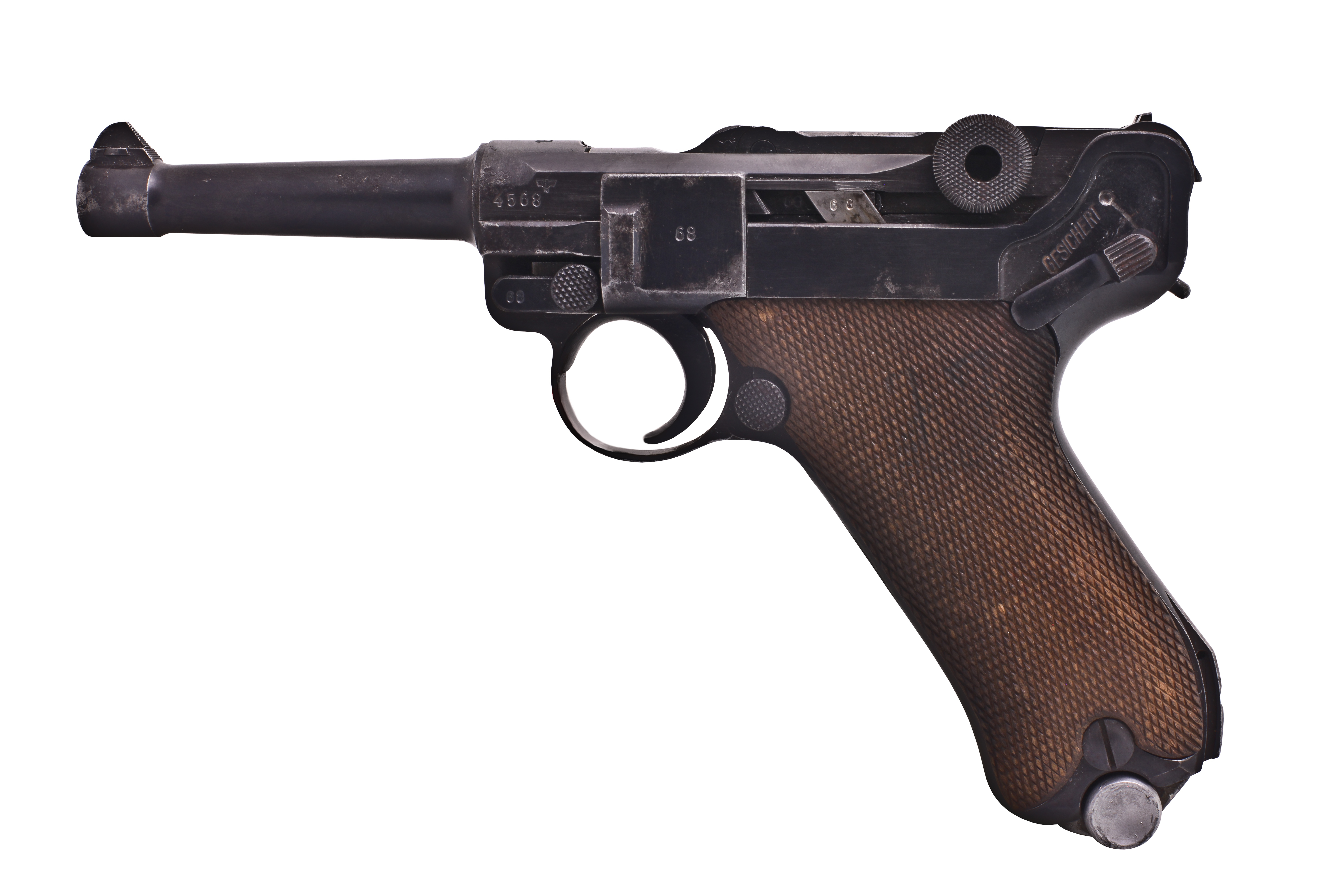
Vergleichsweise die Luger P08

## Funktionsweise
Die KGP 68 ist kraftschlüssig dynamisch verriegelt mit Eigenantrieb über direkt wirkenden Gasdruck, umgangssprachlich Rückdrucklader. Dabei wird ein Teil der Verschlussmasse vom Gasdruck nicht direkt nach hinten geschoben, sondern über das Kniegelenk nach oben. Die Hauptmasse bildet dabei eine große Walze, welche sich genau in der Gelenkbeuge befindet. Die Walze ist aus diesem Grund größer und schwerer ausgeführt als bei der Luger P-08. Im Gegensatz dazu handelt es sich bei der Luger P-08 um eine formschlüssig statisch verriegelte Waffe mit Eigenantrieb durch Impulswirkung auf die Verschluss-Lauf Koppelgruppe durch die Rückstoßwirkung des Geschosses.